# Lugy
Lugy – miejscowość i gmina we Francji, w regionie Hauts-de-France, w departamencie Pas-de-Calais.
Według danych na rok 1990 gminę zamieszkiwało 110 osób, a gęstość zaludnienia wynosiła 39 osób/km² (wśród 1549 gmin regionu Nord-Pas-de-Calais Lugy plasuje się na 1089. miejscu pod względem liczby ludności, natomiast pod względem powierzchni na miejscu 855.).
Lugy leży nad Lys w miejscu, w którym uchodzi do niej Traxenne.